# جون ستيفنز
جون ستيفنز (بالإنجليزية: John Stevens)‏ (1811 - ) هو لاعب كريكت أسترالي.

## وصلات خارجية
- جون ستيفنز على موقع إي آس بي آن كريك إنفو (الإنجليزية)